# Магистратура (Древний Рим)

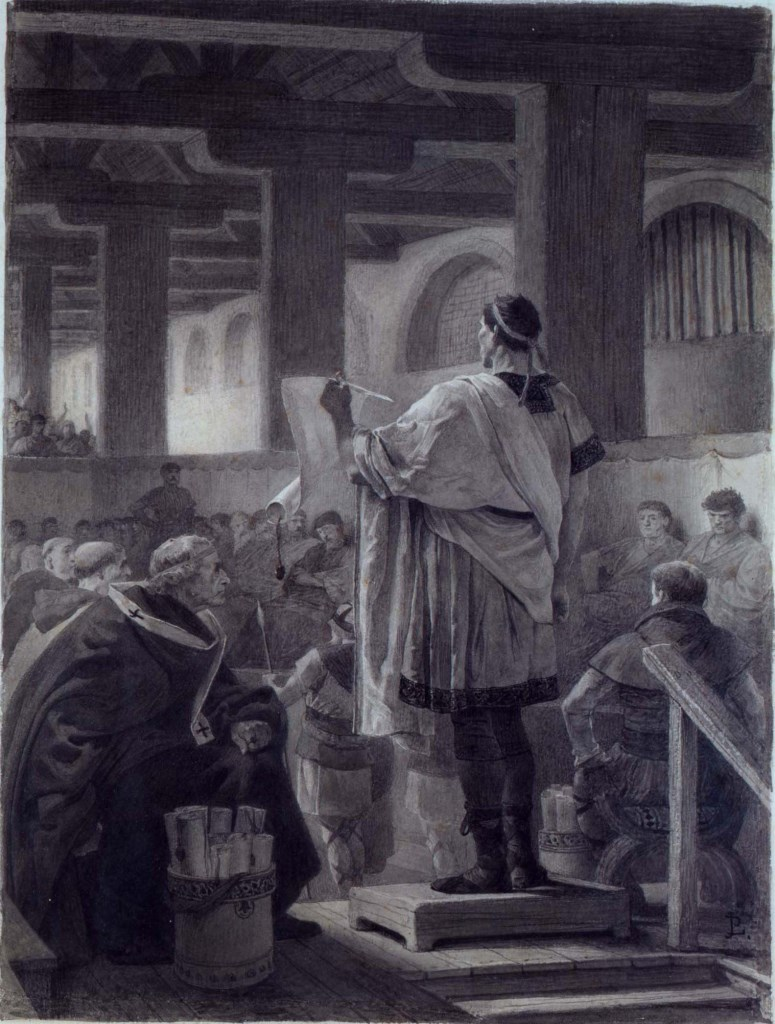
Магистраты, декурионы, защитник, епископ и высшее духовенство заняли свои места на сиденьях и скамьях Сената. Иллюстрация Жан-Поля Лорана к работе Огюстена Тьерри Récits des temps mérovingiens d 'Augustin Thierry (XIX в).

Магистрату́ра (от лат. magistratus — сановник, начальник) — общее название государственной должности в Древнем Риме.
Возникновение магистратур относится к периоду установления Римской республики (конец VI века до н. э.). Магистратуры исполнялись безвозмездно, были краткосрочными (как правило, 1 год) и коллегиальными, то есть исполнялись двумя людьми (за исключением должности диктатора). Человек, замещавший магистратуру, назывался магистра́том.
Первая высшая магистратура была создана примерно в 509 до н. э., когда после отмены царской власти во главе Римской республики встал praetor maximus — должность, впоследствии превратившаяся в консулат. Первоначально все магистратуры, кроме народных трибунов, замещались патрициями, но к началу III века до н. э. стали доступны и плебеям.
Все магистраты имели право издавать указы по кругу своих обязанностей и налагать штрафы; высшие магистраты, исключая цензоров, обладали властными полномочиями (imperium). Их внешним отличием была свита из ликторов с фасциями. По закону Виллия (180 до н. э.) был установлен порядок и последовательность прохождения магистратур (см. cursus honorum).
В эпоху Империи выборные должности утратили политическое значение, но сохранились в качестве предпосылки для занятия новых влиятельных постов.

## Общая система магистратур
С установлением республики вся полнота царской власти была не уничтожена, а лишь перенесена на новые органы, на двух консулов. На первых порах римская республика может представляться как «модифицированная монархия». Цицерон подчёркивал этот факт: «так что консулы имели власть по времени только годичную, по самому же роду её и праву — царскую».
Впоследствии, когда к консулам присоединяются и другие магистраты, эта принципиальная полнота государственной власти только распространяется на большее число лиц. Именно по этой причине были постепенно введены условия, которые ограничивали возвращение абсолютизма:
- Кратковременность службы. Все магистраты избирались на короткий срок, большинство на год и только цензоры на 1,5 года один раз в пять лет.
- Коллегиальность магистратур. Все магистратуры были организованы коллегиально: два консула, два, а потом и более, преторов и т. д. Единственным исключением являлась магистратура диктатора. Магистраты являлись не коллегией, а коллегами. Каждый из них действовал самостоятельно; каждому из них в отдельности принадлежала вся полнота власти. В то же время рядом с ним такая же полнота власти принадлежала и другому, и в случае желания этот другой своим veto мог парализовать любое распоряжение первого. Данная процедура получила название право вмешательства. Оно распространялось не только на коллег, но и на других магистратов, низших по сравнению с интерцедирующим: консул может интерцедировать не только консулу, но и претору, квестору и т. д.
- Ответственность перед народом. Все магистраты за свои должностные действия могли быть привлечены к суду народного собрания — высшие по истечении должностного срока, низшие даже и раньше. Суду и ответственности они подвергались за дурное и своекорыстное пользование законной властью.

## Магистратуры
Различались магистратуры:
- ординарные (выборные):
  - высшие:
    - консулы — высшая гражданская и военная власть;
    - преторы — городское правосудие по гражданским делам, высшая власть в отсутствие консула;
    - цензоры — проведение переписи населения (ценза), финансовый контроль, управление содержанием и обслуживанием общественных зданий и сооружений, надзор за нравами.

  - низшие:
    - эдилы (плебейские и курульные, то есть имевшие право на sella curulis) — содержание и обслуживание сооружений культа, защита интересов плебса, благоустройство города (площадей, улиц, рынков), полицейские функции;
    - квесторы — первоначально общие помощники консулов, позже — уголовная юрисдикция, управление государственным казначейством и государственным архивом.

  - народные трибуны — защита и поддержка плебса, посредничество между плебсом и магистратами (должность признается магистратурой не всеми исследователями).
- экстраординарные (назначаемые):
  - высшие:
    - диктатор — вся полнота власти при чрезвычайной ситуации в государстве;
    - командующий конницей — помощник и заместитель диктатора;
    - интеррекс — созыв комиций с целью избрания консула;
    - децемвиры для записи законов — составление таблиц законопроектов, вносимых в комиции;
    - военный трибун с консульской властью — вопросы войны (подготовка, предотвращение, ведение), отражение внешней агрессии и смягчение сословных внутригражданских конфликтов.
    - триумвир (Второй триумвират) — чрезвычайные полномочия «для устройства государственных дел».